# Associação Campo Mourão Futsal
Il Campo Mourão è una squadra brasiliana di calcio a 5, fondata nel 2012 con sede a Campo Mourão.